# Acholi
Acholi, även Acoli, Gang eller Shuli, är en etnolingvistisk folkgrupp i området Acholiland, som utgörs av distrikten Gulu, Kitgum och Pader i norra Uganda, och i Magweområdet i Sydsudan.

## Språk
Acholispråket är ett nilotiskt språk, som klassificeras som ett luospråk och är nära besläktat med langospråket. Talare av dessa respektive språk förstår varandra ömsesidigt. Acholi talas av ungefär 800 000 människor (1991)
Song of Lawino, ett av de mest framgångsrika afrikanska litterära verken, skrevs av Okot p'Bitek på Acholi, och översattes senare till engelska.

## Lokalisation
Acholiland eller "Acholi-land" är en term som refererar till ett område som historiskt bebotts av acholifolket. Idag består området av de Ugandiska distrikten Gulu, Kitgum och Pader. Det bor även Acholi norr om den sydsudanesiska gränsen, men dessa exkluderas oftast från den politiska termen "Acholiland".

## Historia
Acholierna är ett luofolk, som sägs ha kommit till norra Uganda från det område som nu kallas Bahr el Ghazal i Sydsudan. Med början i slutet av 1600-talet utvecklades en ny sociopolitisk ordning bland Luo i norra Uganda, som främst kännetecknades av att hövdingadömen bildades som leddes av Rwodi (singular Rwot, 'härskare'). Vid mitten av 1800-talet existerade omkring 60 små hövdingadömen i östra Acholiland Under andra hälften av 1800-talet började arabisktalande köpmän från norr kalla dem Shooli, en benämning som transformerades till 'Acholi'.
Deras traditionella bostäder var runda hyddor med hög topp, utrustade med en sovplattform av lera, spannmålskrukor och en nedsänkt eldstad, med väggar bestrukna med lera och dekorerade med geometriska eller konventionella mönster i rött, vitt eller grått. De var skickliga jägare, som använde nät och spjut, och höll getter, får och kor. I krig använde de spjut och långa, smala sköldar av giraff- eller oxhud. 
Under Ugandas koloniala period uppmuntrade Storbritannien politisk och ekonomisk utveckling i den södra delen av landet, särskilt bland Baganda. Acholi och andra nordliga etniska grupper bidrog däremot med mycket av landets arbetskraft och kom att utgöra en majoritet av militären, vilket skapade vad som ibland har kallats en "militär etnokrati". Detta nådde sin höjdpunkt med den acholiske generalen Tito Okellos statskupp 1985, och fick ett slut med störtandet av Okello och den acholidominerade armén av Nationella Motståndsarmén lett av nuvarande presidenten Yoweri Museveni ett halvår senare.

## Religion
De flesta acholier är protestanter, katoliker och, i mindre antal, muslimer. Trots detta är traditionell tro på skydds- och förfädersandar fortfarande stark, fastän den nu ofta beskrivs i kristna eller muslimska ordalag. 

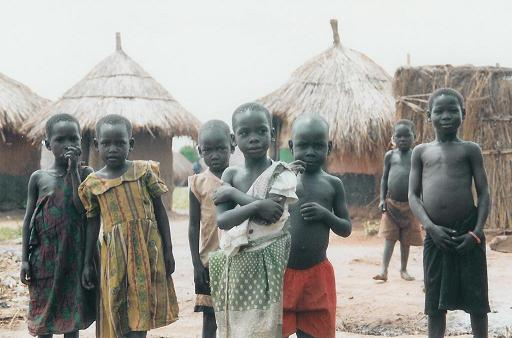
Barn i ett flyktingläger

## Herrens motståndsarmé
Acholi är kända för omvärlden främst på grund av det våld som bedrivs av Herrens motståndsarmé (LRA) under ledning av Joseph Kony, en acholi från Gulu. LRA:s verksamhet har varit koncentrerad inom Acholiland och många hundratusentals acholier är internflyktingar.